# António Granjo
António Granjo (Chaves, 27 dicembre 1881 – Lisbona, 19 ottobre 1921) è stato un politico portoghese, due volte primo ministro del Portogallo.

## Biografia
Di convinzioni repubblicane fin dalla gioventù, venne eletto il 28 maggio 1911 nell'Assemblea costituente e combatté nella prima guerra mondiale.
In seguito all'assassinio del presidente Sidónio Pais nel 1919, Granjo si oppose al tentativo di restaurazione monarchica nel nord del Paese. Nello stesso anno entrò nella Camera dei deputati tra le file del partito repubblicano evoluzionista.
Durante il governo di Domingos Pereira ricoprì la carica di ministro della Giustizia. Fu primo ministro dal 19 luglio al 20 novembre 1920 e poi nuovamente, succedendo a Tomé de Barros Queiroz, a partire 30 agosto 1921. Granjo venne ucciso mentre era in carica durante la famigerata Noite Sangrenta del 19 ottobre 1921 nella quale vennero assassinati anche due esponenti del centro-destra: Machado Santos e Carlos de Maia.